# Дисонанца
Дисонанца (lat. dissonantia, фр. и енгл. dissonance, што значи раздор, неслога, несагласје, звучни несклад) је сазвучје које настаје када истовремено звуче два или више тона (интервала) и код слушаоца изазивају утисак непријатности, несклада и немира и траже разрешење, тј. смирење.
Дисонантни интервали су:
1. све секунде
2. све септиме
3. сви умањени интервали
4. сви прекомерни интервали

Ухо данашњег човека је до те мере постало имуно на звучне нескладе и оштрине, да некадашње теоретске дисонанце данашњем човеку више нису грубе и непријатне.
Супротно дисонанци је консонанца, која се доживљава као пријатно, смирено и угодно звучање за људско ухо и не тражи разрешење.